# Точилище
Точилище (біл. вёска Тачылішча) — село в складі Смолевицького району Мінської області, Білорусь. Село підпорядковане Жодинській сільській раді, розташоване в центральній частині області.